# Argyroeides sanguinea
Argyroeides sanguinea là một loài bướm đêm thuộc phân họ Arctiinae, họ Erebidae.